# Jordaan

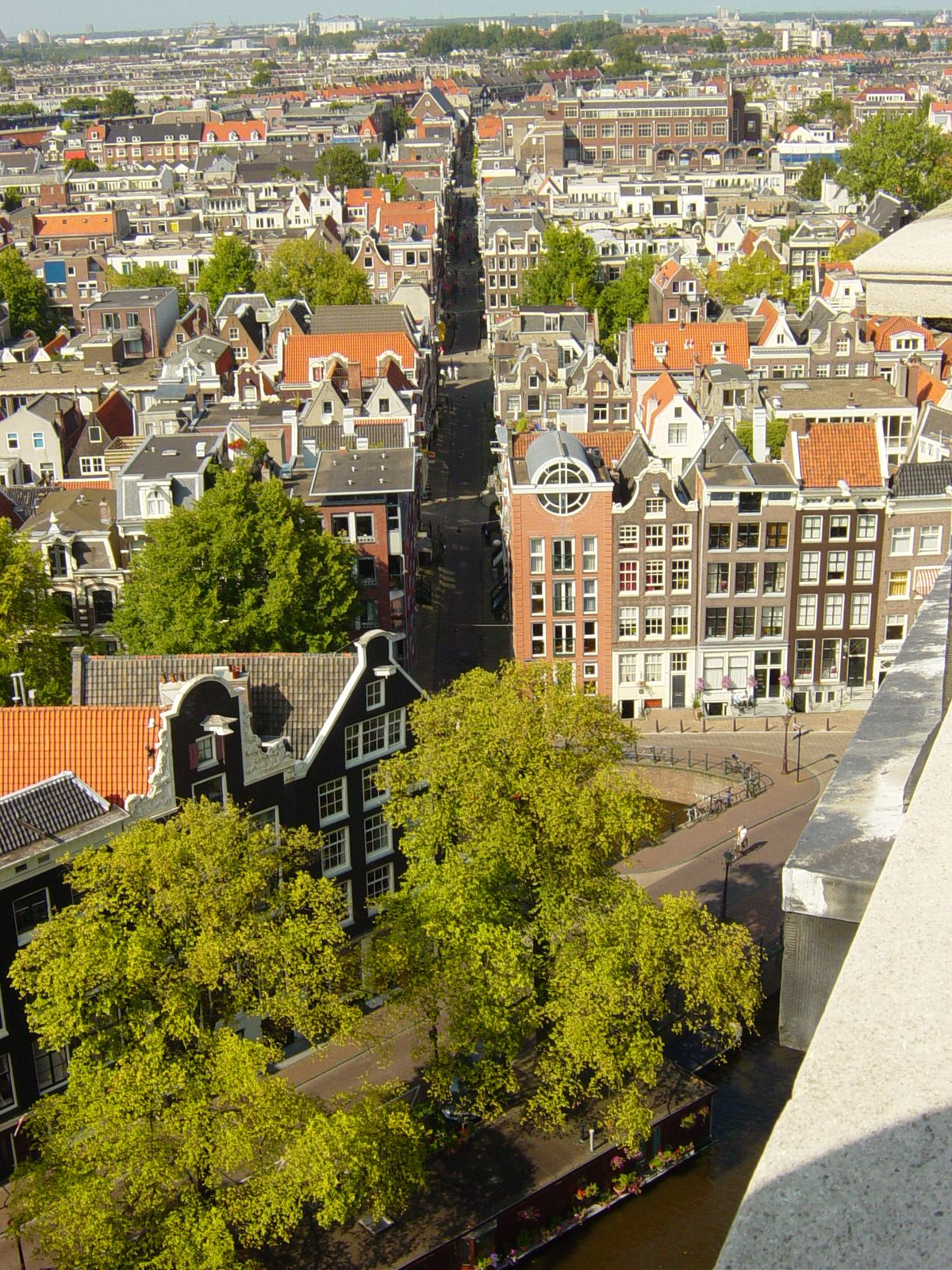
Blick vom Turm der Westerkerk auf den Jordaan

Der Jordaan ist ein Stadtteil (niederländisch wijk) im Centrum der niederländischen Hauptstadt Amsterdam. Er erstreckt sich zwischen der Brouwersgracht im Norden und der Leidsegracht im Süden sowie zwischen der Prinsengracht im Osten und der Singelgracht im Westen und unterteilt sich von Nord nach Süd in die sechs Wohnviertel (niederländisch buurt, Plural buurten) Driehoekbuurt, Anjeliersbuurt-Noord, Anjeliersbuurt-Zuid, Bloemgrachtbuurt, Elandsgrachtbuurt und Passeerdersgrachtbuurt.

## Etymologie
Der Ursprung des Namens ist unklar. Manchmal wird auf den gleichnamigen Fluss in Israel und Palästina verwiesen. Da aber die Straßennamen ganz überwiegend auf das Pflanzenreich (z. B. Bloem-, Laurier-, Linden-, Palm-, Rozengracht oder Anjeliers-, Bloem-, Boom-, Goudsbloem-, Laurier-, Tuin-, Violettenstraat) verweisen, lässt sich der Name möglicherweise auf eine Verballhornung des französischen Wortes für Garten – jardin – zurückführen, denn im 16. und 17. Jahrhundert hatten sich in Amsterdam viele aus Frankreich geflüchtete Hugenotten niedergelassen.

## Geschichte
Der Stadtteil entstand in der ersten Hälfte des 17. Jahrhunderts im Rahmen der Anlage des westlichen Teils des Grachtengürtels. Mit seinen kleinen Häusern war er von jeher eines der typischen Arbeiter- und Handwerkerviertel Amsterdams. Während der Weltwirtschaftskrise kam es im Juli 1934 im Jordaan zu Unruhen und einem Arbeiteraufstand, ausgelöst durch die Kürzung der Arbeitslosenunterstützung. Dagegen richtete sich eine Protestversammlung des von der Communistische Partij van Nederland organisierten Kampfausschusses der Arbeitslosen. Dabei kam es zu Rangeleien, dann zu Schlägereien mit der Polizei und schließlich „zu einer Art Barrikadenkampf“. Daraufhin wurden Polizeitruppen, Marinesoldaten und Infanterie zusammengezogen, die gegen das Viertel vorrückten und es schließlich einnahmen. Die Kämpfe forderten sieben Todesopfer, es gab rund 200 Verletzte.
Gegen Ende des 20. Jahrhunderts wurde es hip, im Jordaan zu wohnen. In Folge der Gentrifizierung zogen die Mieten stark an, so dass viele Bewohner sich eine Wohnung dort nicht mehr leisten konnten.

## Museen
In der Westerstraat befindet sich das Pianola Museum, und in der Prinsengracht Höhe Elandsgracht das Hausbootmuseum; gleichfalls in der Prinsengracht, gegenüber dem Anne-Frank-Haus, liegt das Tulpenmuseum.

## Persönlichkeiten
Bekannte Söhne und Töchter dieses Stadtteils sind der Pädagoge und Schriftsteller Theo Thijssen, dem auch ein kleines Museum in der Eerste Leliedwarsstraat gewidmet ist, der Pädagoge Jan Lighart, der Künstler und Sammler Jacobus Kloppenburg sowie die Sänger Willy Alberti, Johnny Jordaan, Tante Leen und der Akkordeon-Spieler Johnny Meijer (die letzten drei mit bronzenen Standbildern auf dem Johnny Jordaanplein).